# Beabubu
Beabubu ist ein osttimoresischer Ort im Suco Ritabou (Verwaltungsamt Maliana, Gemeinde Bobonaro). Er liegt im Norden der Aldeia Diruaben, auf einer Meereshöhe von 161 m. Durch Beabubu führt die Überlandstraße, die aus dem Nordosten aus Hatolia Vila kommt. Nach dem Dorf teilt sich die Straße. Nach Nordwesten führt sie zum Dorf Moleana und nach Südosten zum Dorf Samelaun und weiter zur Gemeindehauptstadt Maliana. Östlich von Beabubu befindet sich der Ort Samutaben in Tapomeak, der Exklave des Sucos Manapa.
Nördlich von Beabubu liegt die Mülldeponie von Maliana.